# Fenêtre de cadrage du film

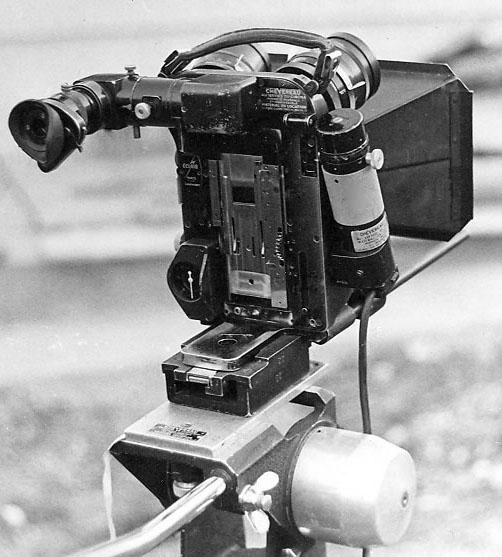
Caméra Caméflex 35mm sans son magasin film. On peut ainsi distinguer le couloir, la fenêtre, et les griffes d'entraînement.

La fenêtre de cadrage du film est une partie fondamentale d'une caméra argentique ou d'un appareil de projection cinématographique, découpée dans le couloir qui guide le film pendant son passage derrière l'objectif (caméra) ou devant la source lumineuse de projection et derrière l'objectif (projection des films). Cette fenêtre de prise de vues détermine le format du photogramme impressionné sur la pellicule (caméra), ou celui du format qui sera agrandi sur l'écran par l'appareil de projection.